# Аллен против Фэрроу
«Аллен против Фэрроу» (англ. Allen v. Farrow) — американский документальный мини-сериал 2021 года режиссёров Кирби Дика и Эми Зиринг, рассказывающий о личной жизни режиссёра Вуди Аллена. Транслировался на HBO Max, получил семь номинаций на премию «Эмми».

## Содержание
В центре сюжета фильма судьба Дилан Фэрроу, дочери актрисы Миа Фэрроу, которую в 1991 году удочерил Вуди Аллен. Годом позже режиссёра обвинили в сексуальных домогательствах к падчерице, но дело было закрыто. Авторы сериала взяли интервью у Дилан и её матери, чтобы разобраться в случившемся. На экране появляются друзья семьи, эксперты, прокуроры, следователи. Авторы сериала изучают полицейские отчёты и судебные документы, расспрашивают разных свидетелей.

## Релиз и оценки
Премьерный показ сериала, включающего четыре эпизода, проходил с 21 февраля по 14 марта 2021 года на HBO Max. Критики высоко его оценили: так, обозреватель Los Angeles Times назвал сериал «всеобъемлющим, убедительным и в конечном счете разрушительным», угрожающим «уничтожить то, что осталось от карьеры и наследия [Аллена], до основания». Некоторые рецензенты отмечают, что в сериале представлена только одна сторона конфликта: нет комментария Аллена, так как он не ответил на запросы об интервью. Неопровержимых доказательств вины или невиновности режиссёра нет, выстроенная авторами сериала картина может выглядеть неубедительно. Аллен обвинил создателей шоу в попытке увековечить ложь.
Сериал получил семь номинаций на премию «Эмми».